# Wancheng
Der Stadtbezirk Wancheng (chinesisch 宛城区, Pinyin Wǎnchéng Qū) gehört zum Verwaltungsgebiet der bezirksfreien Stadt Nanyang in der chinesischen Provinz Henan. Er hat eine Fläche von 970,1 km² und zählt 938.200 Einwohner (Stand: Ende 2018).

## Administrative Gliederung
Auf Gemeindeebene setzt sich der Stadtbezirk aus sechs Straßenvierteln, vier Großgemeinden und sechs Gemeinden zusammen. 